# Sandrine Mainville
Sandrine Mainville (London, 13 marzo 1991) è una nuotatrice canadese.

## Carriera
Specializzata nelle staffette, ha conquistato la medaglia di bronzo nella 4x100m stile libero ai Giochi Olimpici di Rio de Janeiro 2016.

## Palmarès
- Giochi olimpici

Rio de Janeiro 2016: bronzo nella 4x100m sl.
- Mondiali

Kazan 2015: bronzo nella 4x100m sl mista.
Budapest 2017: bronzo nella 4x100m sl mista.
- Mondiali in vasca corta

Windsor 2016: oro nella 4x50m sl e bronzo nella 4x50m sl mista.
- Giochi Panamericani

Toronto 2015: oro nella 4x100m sl e bronzo nella 4x100m misti.
- Giochi del Commonwealth

Glasgow 2014: bronzo nella  4x100m sl e nella 4x100m misti.
- Universiadi

Kazan 2013: bronzo nella 4x100m sl.